# Que hostias andáis (álbum)
Qué hostias andáis es el primer álbum de estudio de la banda de punk rock Tropa do Carallo
El disco fue publicado en 2021 

## Lista de canciones[editar código · editar]
Lista de canciones de este disco
1. Vente a la mierda
2. O esclavos
3. Un cigarrito para Humphrey Bogart
4. Sálvame patata
5. Ceibe
6. Anda a hacer hostias
7. Por cojones
8. Gloria charolina
9. Inmortal podrido
10. 7000 millones de personas no pueden tener un rancho en California
11. Por lo tonto
12. Para que no (me) olvides
13. Simios en armas
14. Fora da terra
15. Solo para españoles
16. Pálidos
17. Balada por ti mismo
18. Obediencia

## Personal[editar código · editar]
- Voz: Evaristo
- Guitarra: Alberto Salgado
- Bajo: Abel Murua
- Batería: Tripi

Ref 